# Pṛthvīrāja Cauhāna
Pṛthvīrāja Cauhāna (in hindī पृथ्वीराज चौहान; Ajmer, 1149 – Taraori, 1192) è stato un sovrano indiano appartenente alla dinastia Rajput dei Chahamana di Shakambhari, che regnò col nome di Pṛthvī-rāja III dal 1178 al 1192 nel territorio di Sapadalaksha (attuale Rajasthan). Era noto anche come Rāya Pithaurā.